# Euchromadora strandi
Euchromadora strandi är en rundmaskart. Euchromadora strandi ingår i släktet Euchromadora, och familjen Chromadoridae. Arten är reproducerande i Sverige.